# Szágy
Szágy é um município da Hungria, situado no condado de Baranya. Tem 9,4 km² de área e sua população em 2019 foi estimada em 108 habitantes.